# Martin Radeck
Martin Radeck, (födelseår okänt), död 1683 eller 1684, dansk organist av tysk härkomst. Han var organist i Trinitatis kirke i Köpenhamn 1660 och i Helligånds kirke. Han efterträddes på båda tjänsterna av Christian Geist.